# Cetoacidosis
La cetoacidosis es un estado metabólico asociado a una elevación en la concentración de los cuerpos cetónicos en la sangre, que se produce a partir de los ácidos grasos libres y la desaminación (liberación del grupo amino) de los aminoácidos. Los dos cuerpos cetónicos más comunes en el metabolismo humano son el ácido acetoacético y el beta-hidroxibutirato.
En la cetoacidosis, el organismo falla en la regulación de la producción de cuerpos cetónicos llevando a la acumulación de estos ácidos, lo que provoca a una disminución del pH sanguíneo (< 7,35). En casos severos, este tipo de acidosis metabólica puede resultar fatal.
La cetoacidosis es más común en pacientes con diabetes tipo 1, en donde el hígado realiza lipólisis y proteólisis en respuesta a la falta de sustrato para la respiración aeróbica. El alcoholismo prolongado también puede producir cetoacidosis.
La cetoacidosis provoca aliento cetónico, el cual es debido a la cetona, un subproducto de la descomposición espontánea del ácido acetoacético. El olor asemeja al de fruta en estado de descomposición La cetosis también puede llegar a oler, pero su aroma es mucho más tenue debido a la menor concentración de acetona.
La cetoacidosis más conocida es la cetoacidosis diabética (CAD), que consta de una forma severa y específica de acidosis metabólica; como en todas las acidosis, hay un incremento en la concentración de hidronios que resulta en disminución del bicarbonato plasmático.
En la cetoacidosis diabética tipo 2 los trastornos metabólicos que se producen son generados por una deficiencia absoluta o relativa de insulina, amplificados por un incremento en los niveles de las hormonas antiinsulina u «hormonas del estrés»: glucagón, catecolaminas, cortisol y hormona del crecimiento.
Las enfermedades endocrinas que pueden provocar cetoacidosis (además de la diabetes) incluyen formas graves de hipotiroidismo, tirotoxicosis e insuficiencia suprarrenal. En todos los casos, la lipasa sensible a hormonas de las células está fosforilada e hiperactiva, lo que provoca una lipólisis incontrolada.
La cetonemia e incluso la cetoacidosis pueden surgir únicamente a partir de afecciones endocrinas (no diabéticas), pero la combinación de cetoacidosis endocrina y diabética conduce a un pronóstico especialmente desfavorable.

## Síntomas
Algunos síntomas de este trastorno son náuseas, vómitos, dolor abdominal, deshidratación, respiración rápida y, en casos graves, pérdida de consciencia.
Además es característica la taquipnea, respiración de Kussmaul, sensibilidad a la palpación abdominal, edema cerebral e hipotensión.

## Tratamiento
El manejo se basa principalmente en la correcta hidratación y manejo del estado ácido-base en segundo lugar.